# جيرارد باريت (منافس ألعاب قوى)
جيرارد باريت (بالإنجليزية: Gerard Barrett)‏ هو منافس ألعاب قوى أسترالي، ولد في 31 ديسمبر 1956.

## وصلات خارجية
- جيرارد باريت على موقع الاتحاد الدولي لألعاب القوى (الإنجليزية)
- جيرارد باريت على موقع النتائج التاريخية لألعاب القوى الأسترالية (الإنجليزية)
- جيرارد باريت على موقع رابطة إحصائيات سباق الطريق (الإنجليزية)
- جيرارد باريت على موقع أوليمبيديا (الإنجليزية)
- جيرارد باريت على موقع اللجنة الأولمبية الأسترالية (الإنجليزية)